# Megan Romano
Megan Romano (ur. 2 lutego 1991 w St. Petersburgu) – amerykańska pływaczka, specjalizująca się w stylu dowolnym i grzbietowym.
Mistrzyni świata z Barcelony (2013) w sztafecie 4 x 100 m stylem dowolnym. Dwukrotna mistrzyni świata na krótkim basenie ze Stambułu (2012) w sztafetach 4 x 100 i 4 x 200 m stylem dowolnym, srebrna medalistka  na 100 m stylem dowolnym i brązowa medalistka w sztafecie 4 x 100 m stylem zmiennym. Czterokrotna medalistka uniwersjady z Shenzhen (2011).